# Johan Grimonprez

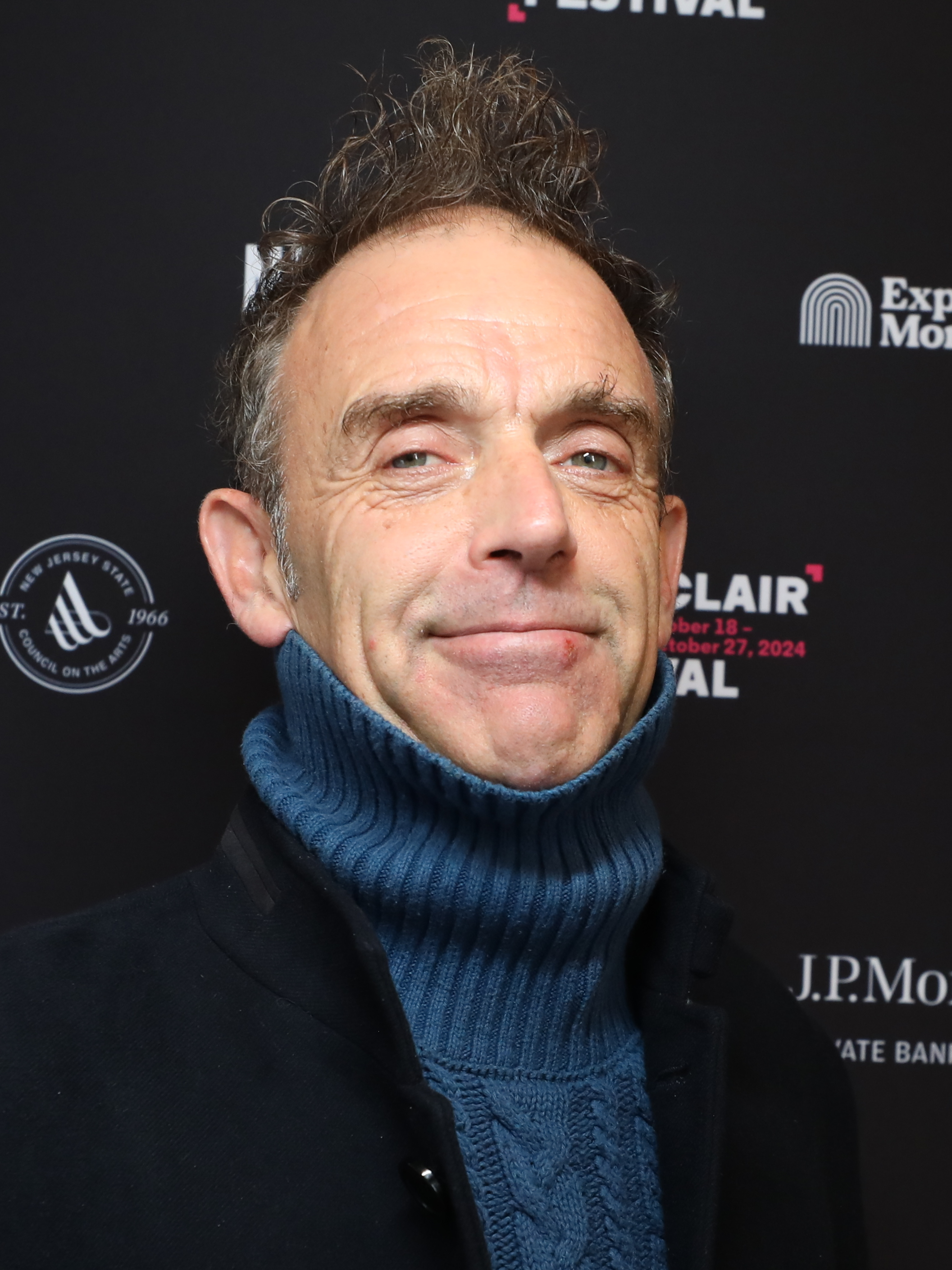
Johan Grimonprez (2024)

Johan Grimonprez (* 1962 in Roeselare, Westflandern) ist ein belgischer Filmschaffender, Installationskünstler und Kurator, der in Gent und New York City lebt.

## Leben und Werk
Johan Grimonprez studierte bis 1986 an der Koninklijke Academie voor Schone Kunsten in Gent. Als Student an der School of Visual Arts in New York absolvierte er 1992 den Master of Fine Arts. Johan Grimonprez wurde 1993 als Stipendiat in das Independent Study Program des Whitney Museum aufgenommen.
Grimonprez arbeitet vorwiegend im Bereich Video und Installationen. Sein wichtigstes Thema ist Medienmanipulation.
1987 erhielt er ein Forschungsstipendium des Ministeriums der Flämischen Gemeinschaft. 1997 war Grimonprez Teilnehmer des Berliner Künstlerprogramms des DAAD.

## Filme (Auswahl)
- 1992: Kobarweng or Where is your helicopter? handelt von der ersten Begegnung eines entlegenen Dorfes im Hochland Neuguineas mit der restlichen Welt.[2]
- 1997: Dial H-I-S-T-O-R-Y ist ein Essayfilm, der die Geschichten mehrerer Flugzeugentführungen im Mainstream-TV nacherzählt und wurde auf der documenta X gezeigt.[3]
- 2004: Looking for Alfred. Hommage an Alfred Hitchcock, Doppelgänger und Cameoauftritte.[4]
- 2009: Double Take kombiniert dokumentarische und fiktionale Elemente.[5]
- 2011: Shadow World – Inside the Global Arms Trade ist eine Dokumentation über internationalen Waffenhandel.
- 2024: Soundtrack to a Coup d’Etat: dokumentarischer Filmessay über Kolonialismus, Jazz und Kalter Krieg.[6]